# Assuwa
L'Assuwa est une coalition de 22 cités-États du nord-ouest de l'Anatolie, qui exista au milieu du IIe millénaire av. J.-C. Cette coalition est connue pour son opposition à l'Empire hittite mené par un roi nommé Tudhaliya (Tudhaliya I ou Tudhaliya II, si tant est qu'il ne s'agisse pas d'un seul et même roi), qui entreprit une campagne de conquête contre l'Assuwa vers 1430 av. J.-C.. L'Assuwa est vaincu, le roi d'Assuwa et son fils Kukkuli sont faits prisonniers par les Hittites. Tudhaliya relâche Kukkuli, et fait de l'Assuwa son vassal. Kukkuli mène une révolte contre le pouvoir hittite, est de nouveau vaincu puis tué et la coalition se disloque.
Parmi les 22 cités-États qui forment cette coalition, seules deux sont connues, Wilusiya et Taruisa, dont on pense qu'il s'agit de deux villes se trouvant en Troade, voire de l'ancienne Troie.
Le nom d'Assuwa constitue une étymologie possible pour la dénomination actuelle de l'Asie.